# I'm Gonna Love You Too/Listen to Me
I'm Gonna Love You Too/Listen to Me è un singolo di Buddy Holly pubblicato nel 1957 su singolo a 78 giri e a 45 giri.

## Descrizione
Il brano sul lato A I'm Gonna Love You Too, scritto da Joe B. Mauldin, Niki Sullivan e Norman Petty, venne reinterpretato nel 1978 dal gruppo musicale statunitense Blondie nel singolo I'm Gonna Love You Too/Just Go Away, pubblicato come estratto dall'album Parallel Lines negli Stati Uniti, e nel singolo I'm Gonna Love You Too/Fan Mail, pubblicato in Europa.
Il brano sul retro, Listen to me, è scritto da Petty insieme allo stesso Buddy Holly, che si firma con il suo nome di battesimo.

## Tracce
LATO A
1. I'm Gonna Love You Too – 2:14 (– Joe Mauldin, Niki Sullivan, Norman Petty; edizioni musicali Nor Va Jak Music Incorporated, Melody Lane Incorporated)

LATO B
1. Listen to Me – 2:22 (testo: Charles Hardin – musica: Norman Petty; edizioni musicali Nor Va Jak Music Inc., Melody Lane Inc.)